# Sint-Vincentiusvloed
De Sint-Vincentiusvloed was een stormvloed op 22 januari 1393 of 1394 waarbij delen van de Vlaamse kuststrook overstroomden. Het schiereiland Testerep met de destijds nog jonge stad Oostende, verdween in zee; Oostende werd nadien landinwaarts herbouwd. De ondergelopen nederzetting Walraversijde werd na de stormvloed eveneens herbouwd op een veiliger locatie.
De vloed is genoemd naar Vincentius van Zaragoza, wiens feestdag op 22 januari plaatsvindt.